# Han Kang
Han Kang (coreà: 한강)  (Gwangju, 27 de novembre de 1970) és una escriptora sud-coreana, guanyadora del Premi Nobel de Literatura de l'any 2024.  Va guanyar també el Premi Man Booker International de ficció el 2016 per La vegetariana (Chaesikjuuija).

## Biografia
Han Kang va néixer a la ciutat de Gwangju el 1970. A onze anys es va mudar a Seül amb la seva família. Durant la seva adolescència va passar per etapes difícils i es va identificar amb escriptors que es feien les mateixes preguntes que ella. Va estudiar Lletres a la Universitat Yonsei i després de graduar-se va treballar durant tres anys com a periodista per a les revistes Publishing Journal i Samtoh, entre d'altres. Va debutar amb el relat «L'àncora escarlata». Dona classes de Creació Literària a l'Institut de les Arts de Seül, alhora que escriu contes i novel·les.

## Traduccions al català
- La vegetariana. Traducció de Mihuwa Jo i Raimon Blancafort; Ed. Rata, 2017, ISBN 9788416738120 / Ed. La Magrana, 2024, ISBN  9788410009059.[5]
- Actes humans. Traducció d'Alba Cunill, Rata, 2018; ISBN  9788416738359.
- Blanc. Traducció d'Alba Cunill,  Ed. Rata, 2020; ISBN  9788416738502.
- La classe de grec. Traducció d'Hèctor Bofill i Hye Young Yu,  Ed. La Magrana, 2023; ISBN  9788419334404.
- Els adeus impossibles. Traducció d'Hèctor Bofill i Hye Young Yu. Ed. La Magrana, 2025; ISBN 9788410009387.

## Premis i reconeixements
- Premi de Novel·la Coreana (1999) per El nen Buda
- Premi Artista Jove de l'Any (2000)
- Premi Yi Sang (2005) per La taca mongòlica
- Premi de Literatura Dong Ri (2009) per Baralla d'alè
- Man Booker International Prize (2016) per La vegetariana
- Premi Médicis estranger (2023) per Els adeus impossibles, ex aequo amb Lídia Jorge[6]
- Premi Nobel de Literatura de l'any 2024.[3]